# Quận Albemarle, Virginia
Quận Albemarle là một quận thuộc tiểu bang Virginia, Hoa Kỳ.
Quận này được đặt tên theo. Theo điều tra dân số của Cục điều tra dân số Hoa Kỳ năm 2000, quận có dân số người, ước tính dân số năm 2008 là 94.075 người. Quận lỵ đóng ở Charlottesville.6. Quận thuộc vùng đô thị Charlottesville.

## Địa lý
Theo Cục điều tra dân số Hoa Kỳ, quận có diện tích km2, trong đó có km2 là diện tích mặt nước.

### Quận giáp ranh
- Quận Greene, Virginia (bắc)
- Quận Orange, Virginia (đông bắc)
- Quận Louisa, Virginia (đông)
- Quận Fluvanna, Virginia (đông nam)
- Quận Buckingham, Virginia (nam)
- Quận Nelson, Virginia (tây nam)
- Quận Augusta, Virginia (tây)
- Quận Rockingham, Virginia (tây bắc)

## Thông tin nhân khẩu
Theo điều tra dân số [8] năm 2000, đã có 79.236 người, 31.876 hộ gia đình, và 21.070 gia đình sống trong quận hạt. Mật độ dân số là 110 người trên một dặm vuông (42/km ²). Có 33.720 đơn vị nhà ở mật độ trung bình của 47 trên một dặm vuông (18/km ²). Cơ cấu điểm chủng tộc của quận bao gồm 85,16% người da trắng, 9,65% da đen hay Mỹ gốc Phi, 0,17% người Mỹ bản xứ, 2,86% châu Á, Thái Bình Dương 0,01%, 0,86% từ các chủng tộc khác, và 1,29% từ hai hoặc nhiều chủng tộc. 2,56% dân số là người Hispanic hay Latino thuộc một chủng tộc nào.
Có 31.876 hộ, trong đó 32,00% có trẻ em dưới 18 tuổi sống chung với họ, 54,20% là đôi vợ chồng sống với nhau, 9,10% có một chủ hộ nữ và không có chồng, và 33,90% là không gia đình. 27,00% hộ gia đình đã được tạo ra từ các cá nhân và 8,00% có người sống một mình 65 tuổi hoặc lớn tuổi hơn là người. Cỡ hộ trung bình là 2,44 và cỡ gia đình trung bình là 2,99.
Trong quận, tháp tuổi dân số đã được trải ra với 24,80% dưới độ tuổi 18, 7,30% 18-24, 30,90% 25-44, 24,50% từ 45 đến 64, và 12,50% từ 65 tuổi trở lên đã được những người. Độ tuổi trung bình là 37 năm. Đối với mỗi 100 nữ có 92,20 nam giới. Đối với mỗi 100 nữ 18 tuổi trở lên, đã có 88,60 nam giới.
Thu nhập trung bình cho một hộ gia đình trong quận đạt 50.749 USD, và thu nhập trung bình cho một gia đình là $ 63.407. Phái nam có thu nhập trung bình $ 39.622 so với 30.645 $ cho phái nữ. Thu nhập bình quân đầu người là 28.852 $. Có 4,20% gia đình và 6,70% dân số sống dưới mức nghèo khổ, trong đó có 6,50% những người dưới 18 tuổi và 4,70% của những người 65 tuổi hoặc hơn.